# Manuel Zelaya
Manuel "Mel" Zelaya Rosales (Catacamas, 20 september 1952) is een Hondurees politicus, afkomstig van de Liberale Partij van Honduras (PLH). Vanaf 27 januari 2006 was hij president van Honduras. Op 27 november 2005 versloeg hij bij de presidentsverkiezingen Porfirio Lobo Sosa van de Nationale Partij van Honduras (PNH). Zelaya was de opvolger van Ricardo Maduro. Op 28 juni 2009 werd hij echter als president afgezet, ook al wordt dat door hem en de internationale gemeenschap betwist.

## Afzetting
In 2009 wilde de president een referendum uitschrijven die het oprichten van een grondwetgevende vergadering mogelijk zou maken. Zijn tegenstanders zagen hierin een poging om zijn herverkiezing als president mogelijk te maken. Zelaya geldt als een bondgenoot van de Venezolaanse president Hugo Chávez. Dit referendum werd door het Hooggerechtshof van Honduras illegaal verklaard en het leger weigerde ook zijn medewerking hieraan te verlenen. Eind juni 2009 werd Zelaya aangehouden door het leger van Honduras en overgebracht naar een militaire basis en daarvandaan naar Costa Rica. Nadat Zelaya het land uit was werd hij ook formeel door het parlement uit zijn ambt ontheven en werd Roberto Micheletti als interim-president aangesteld.
Het afzetten van Zelaya lokte internationaal veel afkeurende reacties op, van onder andere de VS, de EU, de OAS en de VN. De Verenigde Staten uitten officieel hun zorgen over de toestand in het Midden-Amerikaanse land maar deden er niets aan om de coup ongedaan te maken. Ondertussen spoorde de Amerikaanse minister van buitenlandse zaken Hillary Clinton andere landen aan om de nieuwe machthebbers te steunen. Zelaya verklaarde vanuit het buitenland dat hij de grondwettelijke president is en wilde terugkeren naar Honduras. Dat laatste werd door de nieuwe machthebbers bijna drie maanden voorkomen.

## Terugkeer
Op maandag 21 september 2009 wist Zelaya in Honduras terug te keren en de Braziliaanse ambassade in Tegucigalpa te bereiken, waarvandaan hij een menigte aanhangers toesprak.